# Göktürk–1
Göktürk–1 török földmegfigyelő és felderítő műhold.

## Jellemzői
Legfőbb célja, hogy földrajzi korlátozás nélkül, minden régióból nagy felbontású képeket készítsen hírszerzési célokra. További feladata elősegíteni a gazdasági (földtani szerkezet), katasztrófavédelmi, mezőgazdasági (belvíz, erdészet), halászati tevékenységet.

## Küldetés
Gyártotta Telespazio (Finmeccanica/Thales Alenia Space; olasz), alvállalkozók TAI (Turkish Aerospace Industries – TUSAŞ), Aselsan, Tübikat – Uekae és Roketsan. Üzemeltető a Török Honvédelmi Minisztérium. A műhold elkészítésénél, üzemeltetésénél Izrael tiltakozását jelentette be – Franciaország irányába – (még fellövés előtt), ezért a felbocsátás késedelmet szenved.
Teljes tömege 1000 műszerezettsége 251 kilogramm. GPS (Global Positioning System) helymeghatározó segítségével követik pályáját. A nagy felbontású (0,8 méter) kamera felvételeit a telemetriai egység antennái segítségével a kiépített földi vevőállomásokra továbbította volna, ahol adatgyűjtés és a feldolgozást fognak végezni. Az űreszközhöz kettő napelemtáblát rögzítettek, éjszakai (földárnyék) energia ellátását újratölthető kémiai akkumulátorok biztosították.